# Brunonen
De Brunonen, ook wel De vorsten van Brunswijk genaamd, waren een dynastie van Friese graven die in de 11e eeuw een tijdlang in Midden-Friesland tussen Vlie en Lauwers bestuurd hebben. Ze werden de graven van Stavoren, Oostergo, Westergo en Iselgo genoemd. Later kregen ze ook de rechten over Hunsingo en Fivelingo erbij.

## Opkomst
Van oorsprong waren de Brunonen een adellijk Saksisch geslacht. Ze hadden bezittingen in Oostfalen en zijn vernoemd naar hun stichter, Graaf Brun van Saksen (rond 880). In 942 was er een Brunoon die over een graafschap in Brunswijk beschikte. Hij was de eerste graaf van de Brunonen die met dit gebied geassocieerd werd. Rond het jaar 1000 kreeg een nazaat, Liudolf zeggenschap over de Friese graafschappen. Liudolf  was  omstreeks 1019  gehuwd  met  zekere  Gertrud. Naar  wordt  aangenomen  
verwierf Liudolf via haar de grafelijke rechten in Westerlauwers Friesland. . 
In Friesland was het grafelijk gezag van de Brunonen stevig verankerd, afgaande op de zilveren munten met grafelijke afbeeldingen. Ze werden onder andere geslagen in Stavoren, Winsum, Garrelsweer,  Bolsward, Leeuwarden en Dokkum. Deze munten zijn op veel plekken gevonden, meestal in grote aantallen. De Brunonen beschikten over vele landerijen, o.m. in de omgeving van Rinsumageest in Oostergo was een groot complex die door hen werd bestierd. Desalniettemin verbleven de Brunonen meestentijds buiten Midden-Friesland. De Brunonen kwamen naar alle gedachten alleen voor speciale gelegenheden naar hun Friese graafschap, bijvoorbeeld om land in leen weg te geven, personen in hun ambt te bevestigen en bij belangrijke geschillen, waarin de graaf recht moest spreken.  

## Graven
In Friesland zijn de volgende Brunonen graaf geweest:

## Neergang
De Brunonen hadden nauwe familiebanden met de keizers van het Heilige Roomse Rijk. Een enkele probeerde zelf keizer te worden. In 1067 had Egbert I geen succes met zijn pogingen en ging de keizerstitel naar zijn neef Hendrik IV. Zijn zoon, Egbert II, kwam daarna verschillende keren tegen de keizer in opstand en verloor daarbij al zijn rechten op zowel de Saksische als de Friese graafschappen. Na zijn dood volgde zijn zuster Gertrudus hem op als hoofd van de familie. Van keizer Hendrik kreeg zij de rechten terug van het graafschap Brunswijk en na een paar jaar lobbyen mocht haar echtgenoot Hendrik van Northeim zich weer graaf van Midden-Friesland noemen. Graaf Hendrik werd echter op 10 april 1101 vermoord door Friezen die onder leiding van de bisschop Burchard van Utrecht stonden. Na de dood van Hendrik raakten de Brunonen hun zeggenschap over de Friese gouwen kwijt. 